# Bojodújiv
Bojodújiv (en ucraniano: Богодухів, romanizado: Bohodújiv) es una ciudad ucraniana perteneciente al óblast de Járkov. Situada en el noreste del país, sirve como centro administrativo del raión de Bojodújiv y centro del municipio (hromada) homónimo.

## Toponimia
El nombre del lugar en ruso es Bogodújov (en ruso: Богодухов). 

## Geografía
Bojodújiv se encuentra en la margen derecha del río Merla, 60 km al noroeste de Járkiv. 

### Clima
La ciudad está ubicada en una zona de clima continental templado, caracterizado por veranos relativamente cálidos e inviernos relativamente cálidos.
| Parámetros climáticos promedio de Bojodújiv (1981-2010) | Parámetros climáticos promedio de Bojodújiv (1981-2010) | Parámetros climáticos promedio de Bojodújiv (1981-2010) | Parámetros climáticos promedio de Bojodújiv (1981-2010) | Parámetros climáticos promedio de Bojodújiv (1981-2010) | Parámetros climáticos promedio de Bojodújiv (1981-2010) | Parámetros climáticos promedio de Bojodújiv (1981-2010) | Parámetros climáticos promedio de Bojodújiv (1981-2010) | Parámetros climáticos promedio de Bojodújiv (1981-2010) | Parámetros climáticos promedio de Bojodújiv (1981-2010) | Parámetros climáticos promedio de Bojodújiv (1981-2010) | Parámetros climáticos promedio de Bojodújiv (1981-2010) | Parámetros climáticos promedio de Bojodújiv (1981-2010) | Parámetros climáticos promedio de Bojodújiv (1981-2010) |
| Mes                                                     | Ene.                                                    | Feb.                                                    | Mar.                                                    | Abr.                                                    | May.                                                    | Jun.                                                    | Jul.                                                    | Ago.                                                    | Sep.                                                    | Oct.                                                    | Nov.                                                    | Dic.                                                    | Anual                                                   |
| ------------------------------------------------------- | ------------------------------------------------------- | ------------------------------------------------------- | ------------------------------------------------------- | ------------------------------------------------------- | ------------------------------------------------------- | ------------------------------------------------------- | ------------------------------------------------------- | ------------------------------------------------------- | ------------------------------------------------------- | ------------------------------------------------------- | ------------------------------------------------------- | ------------------------------------------------------- | ------------------------------------------------------- |
| Temp. máx. media (°C)                                   | -2.8                                                    | -2.2                                                    | 3.9                                                     | 13.8                                                    | 20.7                                                    | 24.0                                                    | 26.1                                                    | 25.6                                                    | 19.2                                                    | 11.7                                                    | 3.1                                                     | -1.7                                                    | 11.8                                                    |
| Temp. media (°C)                                        | -5.3                                                    | -5.2                                                    | 0.1                                                     | 8.5                                                     | 14.9                                                    | 18.3                                                    | 20.3                                                    | 19.5                                                    | 13.8                                                    | 7.2                                                     | 0.4                                                     | -4.1                                                    | 7.4                                                     |
| Temp. mín. media (°C)                                   | -7.8                                                    | -8.1                                                    | -3.1                                                    | 3.9                                                     | 9.4                                                     | 13.0                                                    | 14.9                                                    | 13.9                                                    | 9.1                                                     | 3.6                                                     | -2.1                                                    | -6.6                                                    | 3.3                                                     |
| Precipitación total (mm)                                | 36.0                                                    | 32.2                                                    | 31.8                                                    | 37.1                                                    | 53.7                                                    | 73.9                                                    | 64.2                                                    | 41.0                                                    | 51.3                                                    | 45.7                                                    | 38.4                                                    | 35.1                                                    | 540.4                                                   |
| Días de precipitaciones (≥ 1.0 mm)                      | 8.2                                                     | 7.4                                                     | 7.9                                                     | 6.7                                                     | 7.4                                                     | 9.5                                                     | 8.0                                                     | 5.6                                                     | 7.2                                                     | 6.2                                                     | 7.7                                                     | 8.1                                                     | 89.9                                                    |
| Humedad relativa (%)                                    | 86.1                                                    | 82.9                                                    | 78.0                                                    | 66.3                                                    | 61.4                                                    | 67.7                                                    | 68.1                                                    | 64.0                                                    | 71.0                                                    | 78.5                                                    | 86.4                                                    | 87.3                                                    | 74.8                                                    |
| Fuente: World Meteorological Organization               |                                                         |                                                         |                                                         |                                                         |                                                         |                                                         |                                                         |                                                         |                                                         |                                                         |                                                         |                                                         |                                                         |

## Historia
Este asentamiento fue fundado en 1662 como un pequeño slobodá y ostrog de Bogodújov, y es ciudad desde 1681. En 1709, durante la Gran guerra del Norte, fue tomada por Ménshikov y Alejo Petróvich Románov. Después de abril de 1780 fue el centro administrativo de uyezd de Bogodújov en la gobernación de Járkov del Imperio ruso.En 1793 se construyó una catedral.
En la época soviética, se hizo mucho para desarrollar la industria y la educación aquí.Desde febrero de 1930 se publica aquí un periódico local.
Durante la Segunda Guerra Mundial, Bojodújiv fue ocupada por la Wehrmacht del 16 de octubre de 1941 al 17 de febrero de 1943 y nuevamente del 11 de marzo al 7 de agosto de 1943.
En 1944 se construyó aquí una fábrica de productos lácteos. En 1950 la ciudad contaba con tres escuelas secundarias, cinco escuelas de siete años, dos escuelas primarias y una escuela profesional. En 1965 se abrió aquí una facultad de medicina.

## Demografía
La evolución de la población de Bojodúyiv entre 1860 y 2022 fue la siguiente:
| 10 522                                                        | 11 928 | 13 869 | 16 013 | 16 026 | 17 754 | 17 557 | 18 916 | 18 962 | 18 224 | 15 797 | 15 576 | 15 176 | 14 624 |
| (Fuente: Cities & Towns of Ukraine y UKRAINE: Größere Städte) |        |        |        |        |        |        |        |        |        |        |        |        |        |

Según el censo de 2001, la lengua materna de la mayoría de los habitantes, el  92,31%, es el ucraniano; del 6,95% es el ruso.

## Economía
La principal industria de la economía es la alimentaria.

## Infraestructura

### Transporte
La ciudad tiene una estación de tren en la línea ferroviaria Sumy-Járkiv.

## Ciudades hermanadas
Bojodúyiv está hermanada con las siguientes ciudades:
- Boyertown, Pensilvania, Estados Unidos.
- Sámbir, Ucrania.